# Tana
|  | Aquest article tracta sobre riu de Kenya. Vegeu-ne altres significats a «Tana (desambiguació)». |

El Riu Tana  amb uns 1000 km, és el riu més llarg de Kenya, i dona nom al Tana River County. la seva conca fa prop de. 100.000 km². Rls seus afluents inclouen el Thika, Ragati River des de Mt.Kenya i d'altres de menors que només flueixen en l'estació humida. ElTana neix a les muntanyes Aberdare a l'oest de Nyeri. IniciLment discorre cap a l'est i després cap al sud al llarg del Mont Kenya. Hi ha una sèrie de preses hidroelèctriques que proporcionen els dos terços de l'energia elèctrica necessària per Kenya. en.

Mapa del riu Tana

Després de les preseses el riu flueix cap al nord 
El cabal anual és de 5.000 milions de metres cúbics amb grans variacions segons els anys pluviomètrics. Hi ha regadius importants.